# Nasrín Sotudé
Nasrín Sotudé (en persa, نسرین ستوده, transcrito también como Nasrin Sotoudeh) —Teherán, 30 de mayo de 1963— es una destacada abogada y activista pro derechos humanos iraní, conocida por su labor letrada en defensa de activistas de derechos humanos, militantes feministas, niños maltratados y menores amenazados por sentencias de muerte. Entre sus clientes notorios puede citarse a la premio Nobel de la paz de 2003 Shirín Ebadí, el periodista reformista Isá Saharjiz o el dirigente del prohibido Frente Democrático, Heshmat Tabarzadí.
Sotudé ha sido objeto de persecución política, suscitando protestas de diversos organismos y personalidades internacionales, y ha recibido diversos premios en reconocimiento a su labor en defensa de los derechos humanos. El 12 de marzo de 2019, fue condenada a prisión en Teherán, tras haber sido acusada de varios delitos relacionados con la seguridad nacional. Mientras un juez de Teherán dijo a la Islamic Republic News Agency (IRNA) que estuvo presa durante siete años, su familia ha dicho que su sentencia incluía 38 años de prisión y 148 latigazos. Algunos la han acusado de defender a las mujeres que se oponen a las leyes obligatorias sobre el hiyab, lo que contribuyó a su condena.

## Biografía

### Familia y educación
Nacida en 1963 en el seno de una familia de “clase media religiosa chiita”, Nasrín Sotudé estudió Derecho en la Universidad Shahid Beheshtí de Teherán. Tras obtener una maestría en Derecho Internacional, aprobó el examen de ingreso en el Colegio de Abogados de Irán en el año 1995, pese a lo cual las autoridades demoraron la entrega de su permiso para el ejercicio de la abogacía durante ocho años, hasta que consiguió recibirlo con la ayuda de la abogada Faridé Gheyrat.
Nasrín Sotudé tiene dos hijos con su esposo Reza Jandán.

### Actividad profesional y sociopolítica
Sotudé comenzó su carrera profesional en el Ministerio de la Vivienda de Irán, y tras dos años allí se incorporó a los servicios legales del banco estatal de comercio Bank Tejarat, desde donde participó activamente en la elaboración jurídica de la causa de Irán frente a Estados Unidos en La Haya, derivada de la «crisis de los rehenes».
Desde 1991, como estudiante, Sotudé estuvo activa en el mundo editorial iraní, escribiendo para distintos periódicos aperturistas y en particular para la revista Dariche-ye Goftogu, vinculada a sectores de oposición melli-mazhabi y de izquierda, y de cuyo comité de redacción Sotudé era el único miembro femenino.
En la segunda mitad de la década de 1990, Sotudé se destacó por su labor de fortalecimiento de la cultura jurídica, elaborando y distribuyendo un folleto informativo sobre los derechos de los detenidos, para poner freno a la persecución de intelectuales y activistas políticos practicadas por las autoridades, introduciéndose así en la defensa de perseguidos políticos.
Sotudé es estrecha colaboradora de la premio Nobel de la Paz Shirín Ebadí, y miembro del Centro de Defensores de los Derechos Humanos cofundado por ella en 2002. A partir del inicio en 2006 de la campaña del millón de firmas por la derogación de las leyes discriminatorias, Sotudé fue también una de las principales abogadas implicadas en la defensa de las militantes de la campaña.
Sotudé se ha destacado también en la defensa de niños y mujeres maltratados, promoviendo en Irán la necesidad de que las víctimas de malos tratos no se vean obligadas a compartir domicilio con los maltratadores, y la idea de que estos últimos son en numerosas ocasiones víctimas pasadas que precisan tratamiento médico. Ha defendido también un mayor recurso a psicólogos infantiles y pediatras para tratar los casos de maltrato.
Entre las causas judiciales asumidas por Sotudé se cuentan las de notables militantes y periodistas iraníes como Isá Saharjiz, Heshmat Tabarzadí, Atefé Nabaví, Nahid Keshavarz, Parvín Ardalán, Omid Memarián, Roya Tolouí, así como buen número de casos notorios de maltrato infantil y causas penales.

## Encarcelamiento
Sotudé fue detenida en septiembre de 2010 bajo los cargos de «propaganda contra el Estado» y «reunión y confabulación con fin de atentar contra la seguridad nacional». y recluida en régimen de aislamiento. En enero de 2011, fue condenada a 11 años de cárcel y 20 de inhabilitación para practicar la abogacía y de prohibición de salir de su territorio nacional, sentencia que vería reducida al recurrir a 6 años de prisión y 10 años de inhabilitación profesional.
Amnistía Internacional lanzó una campaña urgente para reclamar su liberación, considerando que se trata de una presa de conciencia en riesgo de sufrir torturas y malos tratos Otras organizaciones de defensa de los derechos humanos, así como colectivos de abogados y judiciales y personalidades de distintos países se manifestaron también para reclamar su liberación. Entre ellos, la Alta Comisionada de la ONU para Derechos Humanos Navi Pillay, el Parlamento Europeo, Shirín Ebadí, el expresidente checo Vaclav Havel, el Observatorio Internacional de Abogados, etc.
Entre septiembre y noviembre de 2010, Sotudé se mantuvo en huelga de hambre seca durante más de un mes para protestar contra su incomunicación. Llevó una nueva huelga de hambre en protesta por la restricción del régimen de visitas familiares entre el 17 de octubre y el 4 de diciembre de 2012. Fue liberada junto a otros presos el 18 de septiembre de 2013.

### Segunda detención
En junio de 2018, Sotudé fue detenida de nuevo. Según su abogado, fue acusada de espionaje, difusión de propaganda y desacato al Líder supremo de Irán, Alí Jamenei. El 6 de marzo de 2019 fue condenada in absentia. Fue acusada de ser miembro de una organización de derechos humanos y de avivar la "corrupción y la prostitución". Associated Press afirmó que esto indica que su condena se debió en parte a su defensa de las mujeres que protestaban contra el velo obligatorio en Irán.
El 12 de marzo de 2019, la familia de Sotudé dijo que había sido condenada a 38 años de cárcel y 148 latigazos en Teherán, tras haber sido acusada de varios delitos relacionados con la seguridad nacional, que ella ha negado. El juez del Tribunal Revolucionario Islámico de Teherán, Mohammad Moqiseh, dijo a la Islamic Republic News Agency (IRNA) que había sido condenada a 7 años de prisión, de los cuales 5 eran por poner en peligro la seguridad del país a través de la asamblea y 2 por insultar a Jamanel.
El Centro de Derechos Humanos de Irán criticó su condena y dijo que demostraba que el gobierno iraní era sensible a cualquier crítica pacífica. Amnistía Internacional ha condenado su sentencia y ha declarado que los motivos de su condena incluyen su apoyo a las mujeres que se oponen a las leyes obligatorias sobre el hiyab.

## Premios
Sotudé ha sido galardonada por distintos organismos internacionales con diversos premios a su labor, como el de la organización italiana Human Rights International (2008), el premio de derechos humanos de 2010 del Consejo General de la Abogacía Española o el premio PEN Bárbara Goldsmith a la Libertad de Escritura. El 21 de septiembre de 2018, recibió el homenaje anual a un abogado, el vigésimo tercer Premio Internacional de Derechos Humanos Ludovic-Trarieux, que se otorgó inicialmente a Nelson Mandela en 1986, cuando se encontraba en prisión.
- 2011, Premio PEN Bárbara Goldsmith a la libertad para escribir.[31]
- 2011,  Universidad del Sur de Illinois of Law Rule of Law Citation.[32]
- 2011, Medalla Giuseppe Motta.[33]
- 2012, Premio Sakharov.[34]